# Doctor Who (15.ª temporada clássica)
A décima quinta temporada clássica da série de televisão britânica de ficção científica Doctor Who estreou em 3 de setembro de 1977 com o serial Horror of Fang Rock e terminou em 11 de março de 1978 com The Invasion of Time. Estrelou Tom Baker como o Quarto Doutor, Louise Jameson como Leela e John Leeson como a voz de K-9.

## Elenco

### Principal
- Tom Baker como o Quarto Doutor
- Louise Jameson como Leela
- John Leeson como a voz de K-9

## Seriais
| História | Serial | Título               | Dirigido por          | Escrito por                                  | Exibição original | Cód. de produção | Audiência no Reino Unido (milhões) | AI      |
| --- | ------ | -------------------- | --------------------- | -------------------------------------------- | --- | ---------------- | ---------------------------------- | ------- |
| 92 | 1      | Horror of Fang Rock  | Paddy Russell         | Terrance Dicks                               | 3 de setembro de 197710 de setembro de 197717 de setembro de 197724 de setembro de 1977                                          | 4V               | 6,87,19,89,9                       | 58—6057 |
| Três zeladores de um farol enfrentam seus medos quando algo vem do mar, o que traz a morte a tudo o que toca. |        |                      |                       |                                              | |                  |                                    |         |
| 93 | 2      | The Invisible Enemy  | Derrick Goodwin       | Bob Baker e Dave Martin                      | 1 de outubro de 19778 de outubro de 197715 de outubro de 197722 de outubro de 1977                                               | 4T               | 8,67,37,58,3                       | —60     |
| Uma tripulação de um ônibus espacial encontra uma nuvem no espaço que os infecta com um vírus inteligente. Quando o Doutor atende a chamada de socorro, ele também é infectado.                                      |        |                      |                       |                                              | |                  |                                    |         |
| 94 | 3      | Image of the Fendahl | George Spenton-Foster | Chris Boucher                                | 29 de outubro de 19775 de novembro de 197712 de novembro de 197719 de novembro de 1977                                           | 4X               | 6,77,57,99,1                       | —61     |
| Cientistas que investigam uma antiga caveira involuntariamente começam a reviver a Fendahl, uma antiga forma de vida temida até pelos Senhores do Tempo.                                                             |        |                      |                       |                                              | |                  |                                    |         |
| 95 | 4      | The Sun Makers       | Pennant Roberts       | Robert Holmes                                | 26 de novembro de 19773 de dezembro de 197710 de dezembro de 197717 de dezembro de 1977                                          | 4W               | 8,59,58,98,4                       | —6859   |
| No futuro distante, o planeta Plutão é habitável, aquecido por vários sóis em miniatura. No entanto, o calor está disponível apenas para as classes dominantes.                                                      |        |                      |                       |                                              | |                  |                                    |         |
| 96 | 5      | Underworld           | Norman Stewart        | Bob Baker e Dave Martin                      | 7 de janeiro de 197814 de janeiro de 197821 de janeiro de 197828 de janeiro de 1978                                              | 4Y               | 8,99,18,911,7                      | 65—     |
| Os remanescentes dos Minyans têm uma ligação antiga com os Senhores do Tempo. O Doutor deve ajudá-los a encontrar os bancos de corrida ocultos que salvarão sua corrida de morte.                                    |        |                      |                       |                                              | |                  |                                    |         |
| 97 | 6      | The Invasion of Time | Gerald Blake          | David Agnew (Graham Williams e Anthony Read) | 4 de fevereiro de 197811 de fevereiro de 197818 de fevereiro de 197825 de fevereiro de 19784 de março de 197811 de março de 1978 | 4Z               | 11,211,49,510,910,39,8             | 56—     |
| O Doutor retorna a Gallifrey, tendo reivindicado a presidência. Ele ordena que Leela seja expulsa da Cidadela do Capitólio. No entanto, o Doutor está fazendo isso para evitar um desastre iniciado pelos Sontarans. |        |                      |                       |                                              | |                  |                                    |         |

## Produção
A 15ª temporada provou ser um período de transição difícil. A saída de Philip Hinchcliffe coincidiu com a perda de vários colaboradores de longa data para o show, quando Graham Williams assumiu o papel de produtor. Williams comentou: "Eu tive que tentar encontrar alguns novos, e esse não era o menor dos problemas. Bob Holmes ficou preso em Weng-Chiang por muito tempo... todos os roteiros estavam chegando tarde...".
Robert Holmes permaneceu para trabalhar nas três histórias que encomendou, enquanto seu sucessor, Anthony Read, o seguiu na preparação para assumir a posição. Read, um diretor e produtor experiente só concordou com o cargo de Editor de Roteiro porque ficou intrigado com a chance de trabalhar em Doctor Who. Holmes completou The Horror of Fang Rock e The Invisible Enemy, antes de sair devido à exaustão criativa. The Image of Fendahl sobrou para Read, que teve que incluir apressadamente K9 na história quando Holmes fez dele um personagem regular.
Enquanto Tom Baker gostava de trabalhar com John Leeson (a voz de K-9) nos ensaios, ele não gostou do personagem. Holmes lembrou, "costumava irritar Tom e, na maioria das vezes, ele o chutava de frustração". Holmes concordou em escrever The Sun Makers, e embora a história devesse seguir a introdução de K-9 e estabelecê-lo como um personagem regular, problemas de agenda fizeram com que Image of the Fendahl servisse a esse papel.
Baker tinha achado difícil aceitar a personagem violenta de Leela desde sua introdução, contribuindo para as crescentes tensões entre ele e Louise Jameson. De acordo com Jameson, a tensão veio à tona durante a gravação de Fang Rock, quando ela finalmente confrontou Baker em várias tomadas de uma cena causada por ele entrar cedo e cortá-la. As tensões entre os dois diminuíram ao longo da temporada.
Red comissionou Bob Baker e Dave Martin para escrever Underworld, a penúltima história da temporada. Imediatamente, a produção foi duramente atingida por uma inflação recorde, resultando na equipe de design trabalhando dia e noite e inventando novas técnicas e processos para completar a história no prazo. A história final, The Invasion of Time, mostrou-se ainda mais caótica: com um orçamento reduzido, uma reescrita completa de última hora de Read e Williams e uma disputa industrial da BBC entre o departamento de adereços e os eletricistas.

## Lançamentos em DVD
| História | Número e duração dos episódios | Data de lançamento na Região 2 | Data de lançamento na Região 4 | Data de lançamento na Região 1 |
| --- | ------------------------------ | ------------------------------ | ------------------------------ | ------------------------------ |
| Horror of Fang Rock | 4 × 25 min.                    | 17 de janeiro de 2005          | 7 de abril de 2005             | 6 de setembro de 2005          |
| The Invisible Enemy Disponível apenas como parte do box K9 Tales junto com o spin-off K-9 and Company em todas as Regiões.               | 4 × 25 min.                    | 16 de junho de 2008            | 4 de setembro de 2008          | 2 de setembro de 2008          |
| Image of the Fendahl | 4 × 25 min.                    | 20 de abril de 2009            | 4 de junho de 2009             | 1 de setembro de 2009          |
| The Sun Makers | 4 × 25 min.                    | 1º de agosto de 2011           | 1 de setembro de 2011          | 9 de agosto de 2011            |
| Underworld Somente disponível como parte do box Myths and Legends nas Regiões 2 e 4. Apenas disponível individualmente na Região 1.      | 4 × 25 min.                    | 29 de março de 2010            | 3 de junho de 2010             | 6 de julho de 2010             |
| The Invasion of Time Disponível individualmente ou no box Bred for War nas Regiões 2 e 4. Apenas disponível individualmente na Região 1. | 6 × 25 min.                    | 5 de maio de 2008              | 3 de julho de 2008             | 2 de setembro de 2008          |

## Romantizações
| História             | Título do romance                       | Autor          | Publicação              |
| -------------------- | --------------------------------------- | -------------- | ----------------------- |
| Horror of Fang Rock  | Doctor Who and the Horror of Fang Rock  | Terrance Dicks | 30 de março de 1978     |
| The Invisible Enemy  | Doctor Who and the Invisible Enemy      | Terrance Dicks | 29 de março de 1979     |
| Image of the Fendahl | Doctor Who and the Image of the Fendahl | Terrance Dicks | 26 de julho de 1979     |
| The Sun Makers       | Doctor Who and the Sunmakers            | Terrance Dicks | 18 de novembro de 1982  |
| Underworld           | Doctor Who and the Underworld           | Terrance Dicks | 24 de janeiro de 1980   |
| The Invasion of Time | Doctor Who and the Invasion of Time     | Terrance Dicks | 21 de fevereiro de 1980 |